# En Ralph destrueix internet
En Ralph destrueix internet (títol original en anglès: Ralph Breaks the Internet) és una pel·lícula estatunidenca d'animació per ordinador produïda per Walt Disney Animation Studios de 2018. És la seqüela d'En Ralph, el destructor. Fou nominada al Globus d'Or a la millor pel·lícula d'animació i a l'Oscar a la millor pel·lícula d'animació, i va rebre crítiques majoritàriament positives. S'ha doblat i subtitulat al català.

## Argument
En Ralph i la seva amiga Vanellope von Schweets s'endinsen en el món inexplorat i emocionant d'Internet. Viatgen per la xarxa per a trobar una peça de recanvi que salvi Sugar Rush, el joc on es van conèixer els protagonistes. Els habitants d'internet, els 'ciudanets', hauran d'ajudar en Ralph i la Vanellope a moure-s'hi.

## Doblatge
| Personatge             | Veu original     | Veu en català     |
| ---------------------- | ---------------- | ----------------- |
| Ralph el Destructor    | John C. Reilly   | Ramon Canals      |
| Vanellope von Schweetz | Sarah Silverman  | Meritxell Ané     |
| Arregla-ho Felix Jr.   | Jack McBrayer    | Pep Papell        |
| Sergent Calhoun        | Jane Lynch       | Esther Solans     |
| Sssí                   | Taraji P. Henson | Carla Mercader    |
| Shank                  | Gal Gadot        | Maribel Pomar     |
| Tothosap               | Alan Tudyk       | Xavier Cassan     |
| Double Dan             | Alfred Molina    | Xavier de Llorens |

## Recaptació
En Ralph destrueix internet va recaptar 201,1 milions de dòlars als Estats Units i Canadà, i 328,2 milions de dòlars a altres territoris, amb un total brut mundial de 529,3 milions de dòlars, amb un pressupost de producció de 175 milions de dòlars.
Als Estats Units i Canadà, En Ralph destrueix internet es va estrenar juntament amb Creed II i Robin Hood, i es va projectar originalment que recaptés entre 67 i 77 milions de dòlars en més de 3.900 cinemes en la seva obertura. El film va ingressar 18,3 milions de dòlars el primer dia i altres 10,2 milions de dòlars el segon. Va debutar amb 55,7 milions de dòlars el cap de setmana d'obertura i va acabar primer a taquilla i marcant la segona millor obertura d'Acció de Gràcies darrere de Frozen de Disney (93,6 milions de dòlars).